# Nagrada Antun Gustav Matoš
Nagrada Antun Gustav Matoš, trijenalna je nagrada za najbolju knjigu poezije. Ustanovljena je radi pospješivanja sustavnoga pristupa valorizaciji aktualne književne produkcije među Hrvatima u Vojvodini. Ustanovio ju je Zavod za kulturu vojvođanskih Hrvata 2014. godine. Nagrada se zove po hrvatskom pjesniku Antunu Gustavu Matošu (Tovarnik, 13. lipnja 1873. – Zagreb, 17. ožujka 1914.).

## Kriteriji
U natječaj za nagradu ulaze knjige po ovim kriterijima:
- knjige pjesnika Hrvata iz Vojvodine, bez obzira na mjesto gdje žive
- knjige koje su objavljene na hrvatskom jeziku ili na nekom od njegovih dijalekata
- djela koja su objavljena tijekom tri kalendarske godine koje prethode godini dodjele nagrade, pri čemu će se razmatrati isključivo autorska poetska djela iz recentne književne produkcije

Nagrada se uručuje u okviru manifestacije „Dani Balinta Vujkova: dani hrvatske knjige i riječi“. Nagrada je diploma i novčani iznos. 

## Dosadašnji dobitnici

### 2011. – 2013.
- 2014.: Ante Vukov, za knjigu Boca bez poruke (NIU „Hrvatska riječ“, Subotica, 2013.). Nagrada je mu je dodijeljena posmrtno.[1]

### 2014. – 2016.
- 2017.: Milovan Miković, za knjigu Prah obiteljske srebrnine (NIU „Hrvatska riječ“, Subotica, 2015.).[2]
Povjerenstvo za izbor najbolje knjige imenovao je Tomislav Žigmanov početkom travnja 2017. godine. Međunarodna je sastava: predsjednik Stjepan Blažetin iz Pečuha, Mirko Ćurić iz Đakova i Klara Dulić iz Đurđina. U izbor su ušle:[3]
- Katarina Firanj, Žagor iz opaklije, Alfagraf, Petrovaradin 2014.
- Marko Kljajić, Rumeni sutoni, NIU „Hrvatska riječ“, Subotica, 2014.
- Mirko Kopunović, Pruži ruku, mila : pjesme, Samizdat : Hrvatsko akademsko društvo, Subotica 2014.
- Antun Kovač Pašin, Pisma, ljubav, vino i/kavica, Matica hrvatska, Subotica, 2014.
- Mila Markov-Španović, Imam ja vrijeme za nas, M. Markov-Španović, Sremska Mitrovica 2014.
- Milovan Miković, Jedući srce žive zvijeri, Matica hrvatska, Subotica, 2014.
- Ljerka Radović, Osmijeh u mokrom kaputu : pjesme, Graph style, Novi Sad, 2014.
- Nedeljka Šarčević, Sve i svašta da poleti dječja mašta, Hrvatska čitaonica, Subotica, 2014.
- Tomislav Žigmanov, Minijature vlastitosti : (krajolici života i životopisi zavičaja), Matica hrvatska, Zagreb 2014.
- Julijana Adamović, Sunce na šalteru, Naklada Semafora, Zagreb, 2015.
- Vladimir Brguljan, Zaboravljena luka, Matica hrvatska, Subotica, 2015.
- Franjo Kašik Bertron, Riječi nasušne, NIU „Hrvatska riječ“, Subotica, 2015.
- Milovan Miković, Prah obiteljske srebrnine, NIU „Hrvatska riječ“, Subotica, 2015.
- Mladen Šimić, Kasno prođoh : pjesme, naklada autora, Petrovaradin, 2015.
- Robert Tilly, Budućnost mrtvaca, NIU „Hrvatska riječ“, Subotica, 2015.
- Željka Zelić, Slikam te riječima, NIU „Hrvatska riječ“, Subotica, 2015.
- Balenović, Ivan, Svi na noge, svi u trk!, Hrvatska čitaonica, Subotica, 2016.
- Stipan Bašić, Bunjevačka grana stihom izatkana, Hrvatska čitaonica, Subotica, 2016.
- Ljiljana Crnić, Da me ima, Centar za kulturno obrazovanje Beograd i književno društvo Rakovica, 2016.
- Josip Dumendžić, Svitanje ri(je)či : pjesme, Zajednica amaterskih kulturno-umjetničkih djelatnosti Vukovarsko-srijemske županije, Vinkovic, 2016., 129 str. – naklada 300.
- Blaženka Rudić, Povratak iskonu, Katoličko društvo „Ivan Antunović“ i sestre dominikanke, Subotica, 2016.
- Željko Šeremešić, Buđenja riči, NIU „Hrvatska riječ“,  Subotica, 2016.
- Tonka Šimić, Moj kutak sriće, Hrvatska čitaonica, Subotica, 2016.

### 2017. – 2020.
- 2020.: za razdoblje 2017. – 2020.: Franjo Kašik Bertron, za knjigu Nepodnošljiva lakoća umiranja  (NIU „Hrvatska riječ“, Subotica, 2019.).[4]